# Santa Ana Yareni
Santa Ana Yareni è un comune del Messico, situato nello stato di Oaxaca.